# القوات البريطانية في عدن
القوات البريطانية في عدن هو الاسم الذي أطلق على القوات المسلحة البريطانية المتمركزة في محمية عدن منذ 1928 حتى خروج القوات البريطانية من عدن عام 1967 بعد ثورة 14 أكتوبر. كان هدفها الحفاظ على أمن المحمية من التهديدات الداخلية والاعتداءات الخارجية.

## التاريخ
تم تشكيل القوات البريطانية في عدن في الأصل كقيادة عدن في عام 1928. عند تأسيسها، كانت قيادة عدن هي قيادة سلاح الجو الملكي التي كانت مسؤولة عن السيطرة على جميع القوات المسلحة البريطانية في المحمية.
تم تغيير اسمها إلى القوات البريطانية في عدن، في عام 1936 وأعيد تسميتها مرة أخرى في عام 1956 باسم القوات البريطانية في شبه الجزيرة العربية. في عام 1959، تم تقسيم قيادة الشرق الأوسط إلى قيادتين تقسمهما قناة السويس. كانت القيادتان هما قيادة القوات البريطانية في شبه الجزيرة العربية، التي كان مقرها في عدن، والأخرى في قبرص والتي تم تغيير اسمها في 1 مارس 1961 إلى قيادة الشرق الأدنى.
في 1 مارس 1961، أعيدت تسميتها مرة أخرى، هذه المرة باسم قيادة الشرق الأوسط (عدن). وكان كبار القادة هم المشير الجوي السير تشارلز إلورثي، رئيس أركان الشرق الأوسط؛ العميد تالبوت، ضابط العلم، الشرق الأوسط؛ اللواء جيم روبرتسون، قائد القوات البرية في الشرق الأوسط؛ نائب المارشال الجوي ديفيد لي، ضابط الطيران، القوات الجوية في الشرق الأوسط، وقيادة شرق أفريقيا.
في 1 سبتمبر 1967، بعد الانسحاب البريطاني من عدن في نهاية ثورة 14 أكتوبر، أعيد تنظيم القوات البريطانية المتبقية في شبه الجزيرة العربية، بما في ذلك الوحدات في صلالة ومصيرة، تحت قيادة القوات البريطانية الخليجية،  التي كان مقرها في مطار المحرق في البحرين. تم وضع القوات البريطانية في الخليج تحت قيادة الأدميرال جون إل مارتن، الذي كان سابقًا ضابط العلم الأخير في قيادة الشرق الأوسط،  الذي سلمه إلى نائب المشير إس بي جرانت في 4 أبريل 1968. تم حل القيادة في 15 ديسمبر 1971.

## التنظيم عام 1939
هيكل الوحدات التي مقرها عدن عام 1939:

### مستعمرة عدن
- المقر
- سرب عدن، فيلق الإشارات الملكية
- جبايات محمية عدن - 4 كتائب [7]
- خمسي كتيبة مشاة محراتة الخفيفة
- كتيبة القلعة العشرون، المهندسين الملكيين
- الفوج الخامس الثقيل - المدفعية الملكية
- بطارية الميدان التاسعة - المدفعية الملكية
- بطارية الدفاع الجوي الخامسة عشرة، مدفعية هونج كونج وسنغافورة الملكية

## القادة
ضم القادة:

### قيادة عدن
- 8 مارس 1928 قائد السرب ويليام ميتشل
- 5 سبتمبر 1929 قائد السرب كوثبرت ماكلين (لاحقًا العميد الجوي)
- 7 أغسطس 1931 قائد السرب أوين بويد
- 20 يناير 1934 قائد السرب تشارلز بورتال (العميد الجوي من يناير 1935)
- 2 ديسمبر 1935 نائب المشير الجوي ليزلي جوسيج

### القوات البريطانية في عدن
- 1 يوليو 1936 العميد الجوى ويلفريد ماكلوجري
- 28 سبتمبر 1938 نائب المشير الجوي جورج ريد
- 10 سبتمبر 1941 نائب المشير الجوي فريدريك هاردز
- 12 يناير 1943 نائب المشير الجوي (القوات الجوية الملكية الأسترالية) فرانك مكنمارا
- 12 مارس 1945 نائب المشير الجوي هارولد ليدفورد
- 8 مارس 1948 نائب المشير الجوي أليك ستيفنز
- 1 مارس 1950 نائب المشير الجوي فرانسيس فريسانجيس
- 11 مارس 1952 نائب المشير الجوي دوغلاس ماكفادين
- 12 أكتوبر 1953 نائب المشير الجوي سيدني بوفتون
- 17 سبتمبر 1955 نائب المشير الجوي لورانس سنكلير

### القوات البريطانية في شبه الجزيرة العربية
- 30 سبتمبر 1957 نائب المشير الجوي موريس هيث
- 19 سبتمبر 1959 المشير الجوي السير هوبرت باتش
- 3 أغسطس 1960 فريق طيار السير تشارلز إلورثي

## القادة (القوات الجوية)

### القوات الجوية في الشرق الأوسط
- 1959 المشير الجوي ديفيد لي
- 1961 المشير الجوي فريديرك روزير
- 1963 العميد الجوي جيمس جونسون
- 15 ديسمبر 1965 نائب المشير الجوي أندرو همفري

## فهرس
- توماس، أندي (مارس–أبريل1999). "حراس البحر الأحمر: قصة رحلة الدفاع عن عدن". متحمس للطيران ع. 80: 2–4. ISSN:0143-5450. {{استشهاد بدورية محكمة}}: تحقق من التاريخ في: |تاريخ= (مساعدة)